# 清和梅田ビル
清和梅田ビル（せいわうめだビル）は、大阪市北区曾根崎2丁目にある超高層ビルである。

## 歴史

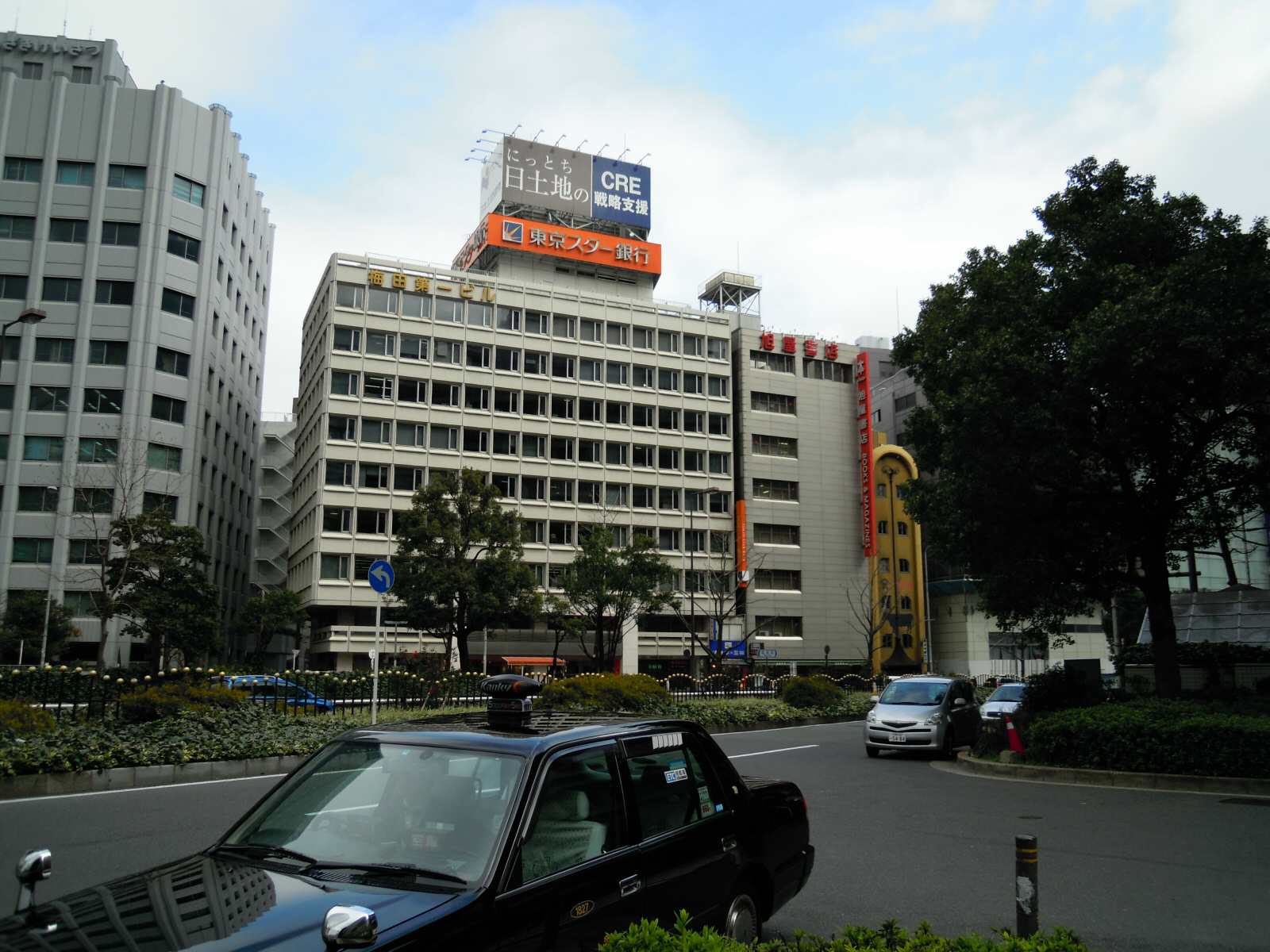
建て替え前の梅田第一ビル（中央）と旭屋書店本店（右）

曽根崎警察署南側のこの地には、第一勧業銀行梅田支店などが入っていた梅田第一ビルディングがあった。1967年竣工の梅田第一ビルが築40年を前にした2006年に、第一勧銀の不動産管理会社として発足した清和綜合建物による建替え計画が始動。隣接する旭屋書店本店の敷地を購入することができ、梅田第一ビルの1.5倍の敷地で建設を行うこととなった。2012年3月に梅田第一ビルの解体工事に着手。2013年2月に地鎮祭を挙行し、2015年3月に竣工した。

## 建築
外装は格子デザインの花崗岩打込みPCカーテンウォールとアルミカーテンウォールで、西日が強い立地であるが庇で日差しを軽減する。大阪では昼には海から陸へ、夜にはその逆に風が吹く傾向があり、自然通風ができる換気口を設けた。ヒートアイランド対策として、御堂筋に面した歩道にはドライミスト散布設備を設けた。これらの環境対策により、CASBEE評価ではSランク、日本政策投資銀行による環境認証制度「DBJグリーンビルディング認証」では、最高ランクのプラチナの格付けを取得した。
BCP対策として、重油20キロリットルを備蓄し72時間運転可能な自家発電機、停電時でも3日間使用可能なトイレなどが備えられ、水害に備えて主要な防災設備は2階以上に設置されている。地下フロアでは地下鉄谷町線東梅田駅および地下街「ホワイティうめだ」に接続している。ビル内には、オフィスビルとしては世界初の建物組み込み型機械式駐輪場が90台分設置されている。エレベーターは、地下1階から地上13階までの低層用、地下1階・地上1階と13階～20階を結ぶ高層用がいずれも17人乗り3基ずつと、20人乗りの非常用エレベーターが1基設置されている。